# Rafał Gikiewicz
Rafał Gikiewicz (Olsztyn, 26 oktober 1987) is een Pools voetballer die speelt als doelman van Augsburg.

## Clubcarrière

### Club

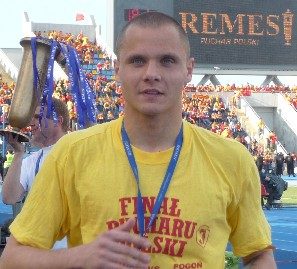
Gikiewicz met Jagiellonia Białystok in 2010

Gikiewicz werd geboren in Olsztyn. In juli 2008 verhuisde hij naar Jagiellonia Białystok. In augustus 2010 werd hij uitgeleend aan OKS 1945 Olsztyn voor een overeenkomst van een jaar. Een half jaar later keerde hij terug naar Jagiellonia Białystok.
In januari 2011 trad hij in dienst bij Śląsk Wrocław met een contract van 4,5 jaar.
In april 2014 kondigde de Duitse club Eintracht Braunschweig de ondertekening van Gikiewicz aan voor het seizoen 2014-2015. In augustus 2016 verhuisde Gikiewicz naar SC Freiburg.
In juni 2018 verhuisde Gikiewicz naar Union Berlin en tekende een contract voor twee jaar. De aan SC Freiburg betaalde transfersom werd gerapporteerd als € 200.000. Op 7 oktober 2018 scoorde Gikiewicz een 94e minuut-gelijkmaker tegen Heidenheim in de 2. Bundesliga. Op 1 juli 2020 tekende hij bij de Bundesliga club FC Augsburg

### Internationaal
Vanwege zijn succesvolle carrière bij Union Berlin ontving hij in mei 2019 voor het eerst zijn oproep voor het Poolse nationale team, tijdens de UEFA Euro 2020 kwalificatie-wedstrijden in Groep G tegen Noord-Macedonië en Israël, maar bleef ongebruikt op de bank.

## Persoonlijk leven
Gikiewicz' tweelingbroer Łukasz is eveneens voetballer.

## Carrière-statistieken

### Club
Bijgewerkt tot wedstrijd van 29 juni 2020
| Club                   | Seizoen         | Competitie      | Competitie | Competitie | Beker | Beker | Internationaal | Internationaal | Anders | Anders | Totaal | Totaal |
| Club                   | Seizoen         | Divisie         | Wed.       | Goals      | Wed.  | Goals | Wed.           | Goals          | Wed.   | Goals  | Wed.   | Goals  |
| ---------------------- | --------------- | --------------- | ---------- | ---------- | ----- | ----- | -------------- | -------------- | ------ | ------ | ------ | ------ |
| Wigry Suwałki          | 2007–08         | II liga         | 28         | 0          | 0     | 0     | –              | –              | –      | –      | 28     | 0      |
| Jagiellonia Białystok  | 2008–09         | Ekstraklasa     | 8          | 0          | 1     | 0     | –              | –              | 4      | 0      | 13     | 0      |
| Jagiellonia Białystok  | 2009–10         | Ekstraklasa     | 8          | 0          | 6     | 0     | –              | –              | –      | –      | 14     | 0      |
| Jagiellonia Białystok  | Totaal          | Totaal          | 16         | 0          | 7     | 0     | –              | –              | 4      | 0      | 27     | 0      |
| OKS 1945 Olsztyn       | 2010–11         | II liga         | 11         | 0          | 2     | 0     | –              | –              | –      | –      | 13     | 0      |
| Śląsk Wrocław          | 2011–12         | Ekstraklasa     | 6          | 0          | 2     | 0     | –              | –              | –      | –      | 8      | 0      |
| Śląsk Wrocław          | 2012–13         | Ekstraklasa     | 10         | 0          | 6     | 0     | 1              | 0              | 1      | 0      | 18     | 0      |
| Śląsk Wrocław          | 2013–14         | Ekstraklasa     | 11         | 0          | 1     | 0     | 6              | 0              | –      | –      | 18     | 0      |
| Śląsk Wrocław          | Totaal          | Totaal          | 27         | 0          | 9     | 0     | 7              | 0              | 1      | 0      | 44     | 0      |
| Eintracht Braunschweig | 2014–15         | 2. Bundesliga   | 33         | 0          | 3     | 0     | –              | –              | –      | –      | 36     | 0      |
| Eintracht Braunschweig | 2015–16         | 2. Bundesliga   | 33         | 0          | 3     | 0     | –              | –              | –      | –      | 36     | 0      |
| Eintracht Braunschweig | Totaal          | Totaal          | 66         | 0          | 6     | 0     | –              | –              | –      | –      | 72     | 0      |
| SC Freiburg            | 2016–17         | Bundesliga      | 0          | 0          | 1     | 0     | –              | –              | –      | –      | 1      | 0      |
| SC Freiburg            | 2017–18         | Bundesliga      | 2          | 0          | 1     | 0     | 0              | 0              | –      | –      | 3      | 0      |
| SC Freiburg            | Totaal          | Totaal          | 2          | 0          | 2     | 0     | –              | –              | –      | –      | 4      | 0      |
| 1. FC Union Berlin     | 2018–19         | 2. Bundesliga   | 34         | 1          | 2     | 0     | –              | –              | 2      | 0      | 38     | 1      |
| 1. FC Union Berlin     | 2019–20         | Bundesliga      | 33         | 0          | 2     | 0     | –              | –              | –      | –      | 35     | 0      |
| 1. FC Union Berlin     | Totaal          | Totaal          | 67         | 1          | 4     | 0     | –              | –              | 2      | 0      | 73     | 1      |
| Carrière totaal        | Carrière totaal | Carrière totaal | 178        | 1          | 30    | 0     | 7              | 0              | 7      | 0      | 220    | 1      |

## Erelijst
Jagiellonia Białystok
- Poolse beker: 2009–10

Śląsk Wrocław
- Ekstraklasa: 2011–12
- Poolse SuperCup: 2012